# Arbo (Pontevedra)

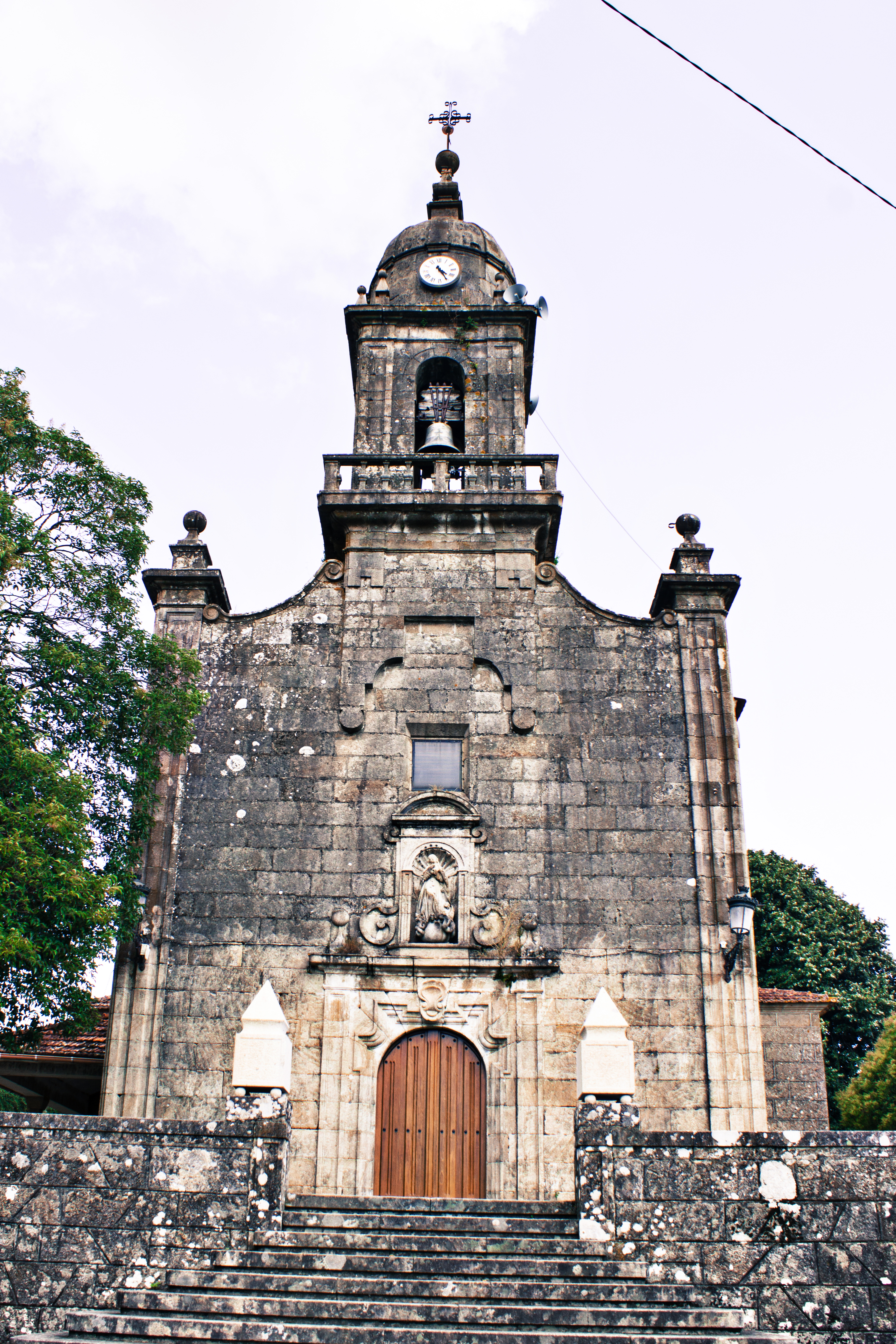
Kirche in Arbo

Arbo ist eine spanische Gemeinde der Comarca von Paradanta in der Provinz Pontevedra in der autonomen Region Galicien.

## Bevölkerungsentwicklung Gemeinde
Quelle: INE-Archiv – grafische Aufarbeitung für Wikipedia

## Gemeindegliederung
Die Gemeinde Arbo ist in sechs Parroquias gegliedert:
| Parroquias | Patrozinium   | Einwohner 2024 | Fläche km² | Dichte Einw./km² | Höhe msnm | Ortskennzahl |
| ---------- | ------------- | -------------- | ---------- | ---------------- | --------- | ------------ |
| Arbo       | Santa María   | 1.143          | 13,92      | 82               | 100       | 36001010000  |
| Barcela    | San Xoán      | 234            | 3,68       | 64               | 117       | 36001020000  |
| Cabeiras   | San Sebastián | 231            | 5,08       | 45               | 220       | 36001030000  |
| Cequeliños | San Miguel    | 164            | 3,47       | 47               | 0         | 36001040000  |
| Mourentán  | San Cristovo  | 504            | 11,70      | 43               | 41        | 36001050000  |
| Sela       | Santa María   | 371            | 4,98       | 74               | 148       | 36001060000  |

## Wirtschaft
| Ackerbau, Viehzucht und Fischerei                                                  | 098 | 011,21 |
| Industrie                                                                          | 169 | 019,34 |
| Bauwirtschaft                                                                      | 094 | 010,76 |
| Dienstleistungsbetriebe                                                            | 513 | 058,70 |
| Total                                                                              | 874 | 100,00 |
| * Daten aus dem Statistischen Amt für Wirtschaftliche Entwicklung in Galicien, IGE |     |        |